# Маккэмбридж, Мерседес
Мерсе́дес Маккэ́мбридж (англ. Mercedes McCambridge, 16 марта 1916 — 2 марта 2004) — американская актриса и исполнительница на радио. Лауреат премии «Оскар» за лучшую женскую роль второго плана — третья актриса в истории мирового кинематографа, получившая эту награду за дебютную роль второго плана.

## Биография

### Карьера
Шарлотта Мерседес Маккэмбридж родилась 16 марта 1916 года в городе Джолит, Иллинойс, в семье ирландских католиков Мари и Джона Патрика Маккэмбриджа. Образование она получила в колледже Манделей в Чикаго.
Свою карьеру она начала в 1940-е годы в качестве актрисы на радио, а позже дебютировала на Бродвее. В кино Маккэмбридж дебютировала в 1949 году в фильме «Вся королевская рать». За роль Сэди Барк в этом фильме она удостоилась премий «Оскар» и «Золотой глобус», за «лучшую женскую роль второго плана», а также ещё один «Золотой глобус» как «лучшая начинающая актриса». В 1954 году актриса вместе с Джоан Кроуфорд снялась в вестерне «Джонни Гитара», который считается классикой данного жанра. Она также исполнила роль Луз в вестрене «Гигант», где вместе с ней снимались Элизабет Тейлор, Рок Хадсон и Джеймс Дин. Эта роль принесла ей номинацию на «Оскар», но премию в том году получила Дороти Мэлоун.
В 1973 году голосом Мерседес Маккэмбридж говорил демон Пазузу в фильме «Изгоняющий дьявола». Компания «Warner Bros.» обещала ей, что её имя будет значиться в титрах, но обещания не сдержала. После этого между Маккэмбридж и режиссёром фильма возник конфликт, который был улажен лишь после того, как с помощью Экранной гильдии актёров актрисе удалось добиться включения своего имени в титры.
В 1981 году была опубликована её автобиография «The Quality of Mercy: An Autobiography». На Голливудской аллее славы Мерседес Маккэмбридж имеет две звезды: за вклад в кино на Вайн-стрит 1722 и за вклад в телевидение на Голливуд-бульвар 6243.

### Личная жизнь
За своего первого мужа, Уильяма Фифелда, Мерседес Маккэмбридж вышла замуж в 1939 году. От него она родила сына, Джона Лоуренса Фифелда, но в 1946 году они развелись.
В 1950 году актриса вышла замуж за канадского радиорежиссёра Флэтчера Маркела. Во время этого брака у Мерседес Маккэмбридж начались проблемы с алкоголем и её часто госпитализировали после долгих запоев. Во многом это послужило причиной развода в 1962 году. Окончательно справится с алкоголизмом ей удалось лишь в 1969 году, после посещения центра анонимных алкоголиков.
Мерседес Маккэмбридж скончалась 2 марта 2004 года в своём доме в калифорнийском городе Ла-Холья в возрасте 87 лет.

## Избранная фильмография
- Аэропорт-79: «Конкорд» (1979) — Нелли
- Ангелы Чарли (1978) — Норма
- Изгоняющий дьявола (1973) — Демон Пазузу (озвучка)
- Другая сторона ветра (1972) — Мэгги
- Жюстина, или Несчастья добродетели (1963) — Мадам Дюбуа
- 99 женщин (1969) — Телма Диаз
- Симаррон (1960) — Сара Уайет
- Внезапно, прошлым летом (1959) — Грейс Холли
- Печать зла (1958) — (в титрах не указана)
- Прощай, оружие! (1957) — Мисс Ван Кампен
- Гигант (1956) — Луз Бенедикт
- Джонни Гитара (1954) — Эмма Смол
- Шарф (1951) — Конни Картер
- Молния бьёт дважды (1951) — Лиза МакСтрингер
- Вся королевская рать (1949) — Сэди Барк

## Награды
- 1950 — Премия «Оскар» за лучшую женскую роль второго плана («Вся королевская рать»)
- 1950 — Премия «Золотой глобус» за лучшую женскую роль второго плана — кинофильм («Вся королевская рать»)